# Nuôi trồng rong biển

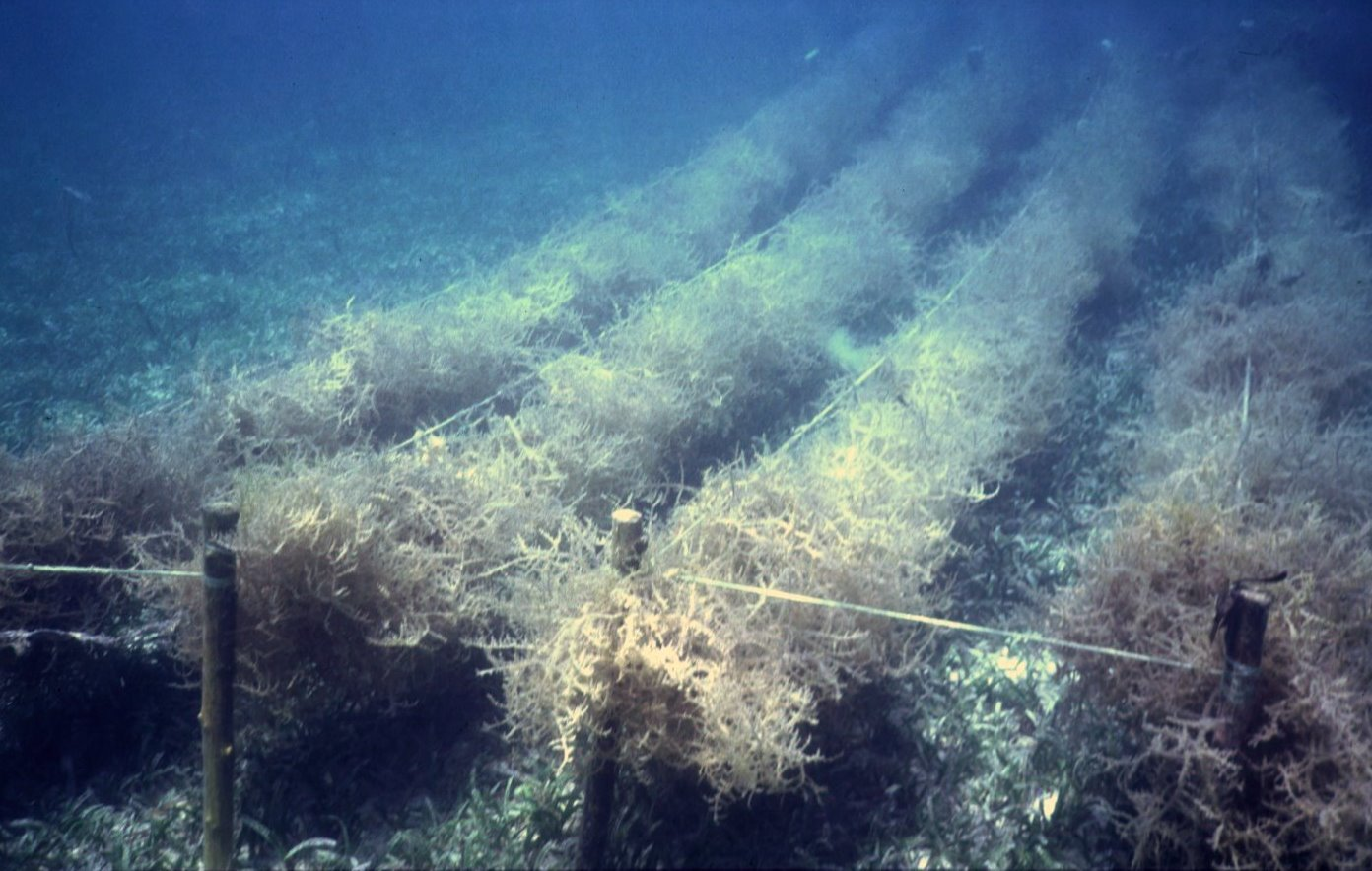
Nuôi Eucheuma dưới biển ở Philippines

Nuôi trồng rong biển, hay nuôi trồng tảo biển, là hoạt động nuôi trồng và thu hoạch rong biển. Ở dạng đơn giản nhất, nó bao gồm việc quản lý các lô rong biển được tìm thấy tự nhiên. Ở dạng tiên tiến nhất, nó bao gồm việc kiểm soát hoàn toàn vòng đời của tảo biển.
Các loài rong biển được trồng nhiều là Eucheuma denticulatum (rong sụn gai), Kappaphycus alvarezii (rong sụn), Kappaphycus striatus (rong bắp sú), Gracilaria tenuistipitata (rong câu chỉ vàng), Gracilaria firma (rong câu thắt), Gracilaria bailinae (rong câu cước), Saccharina japonica, Undaria pinnatifida, Pyropia, Sargassum fusiforme và Caulerpa lentillifera (rong nho). Rong sụn gai và rong sụn được nuôi để lấy carrageenan (chất tạo gel); các loại rong câu được nuôi để lấy agar; trong khi phần còn lại được nuôi để làm thực phẩm. Các nước sản xuất rong biển lớn nhất là Trung Quốc, Indonesia và Philippines. Các nhà sản xuất đáng chú ý khác bao gồm Hàn Quốc, Triều Tiên, Nhật Bản, Malaysia và Zanzibar (Tanzania). Nuôi trồng rong biển thường được coi như một giải pháp để cải thiện điều kiện kinh tế và giảm áp lực đánh bắt và khai thác quá mức.
Sản lượng cây trồng ở biển trên toàn cầu, chủ yếu là rong biển, đã tăng từ 13,5 triệu tấn năm 1995 lên hơn 30 triệu tấn năm 2016. Tính đến năm 2014, rong biển chiếm 27% tổng sản lượng nuôi trồng hải sản. Nuôi trồng rong biển là phương pháp cô lập carbon, có tiềm năng giảm thiểu biến đổi khí hậu. Báo cáo Đặc biệt về Đại dương và Tầng đông lạnh trong Khí hậu Thay đổi của IPCC khuyến nghị "chú ý nghiên cứu thêm" việc nuôi trồng rong biển như một chiến thuật giảm thiểu tác hại của biến đổi khí hậu.

## Phương pháp
Các hướng dẫn nuôi trồng rong biển sớm nhất ở Philippines đã khuyến nghị trồng rong biển Laminaria ở các bãi đá ngầm có độ sâu xấp xỉ một mét khi thủy triều xuống. Việc cắt cỏ biển và loại bỏ nhím biển được đề xuất trước khi xây dựng trang trại. Sau đó, cây con được buộc vào dây cước và treo vào giữa các cọc đước được gắn vào giá thể. Phương pháp nuôi gần đáy này vẫn là một trong những phương pháp chính được sử dụng ngày nay.

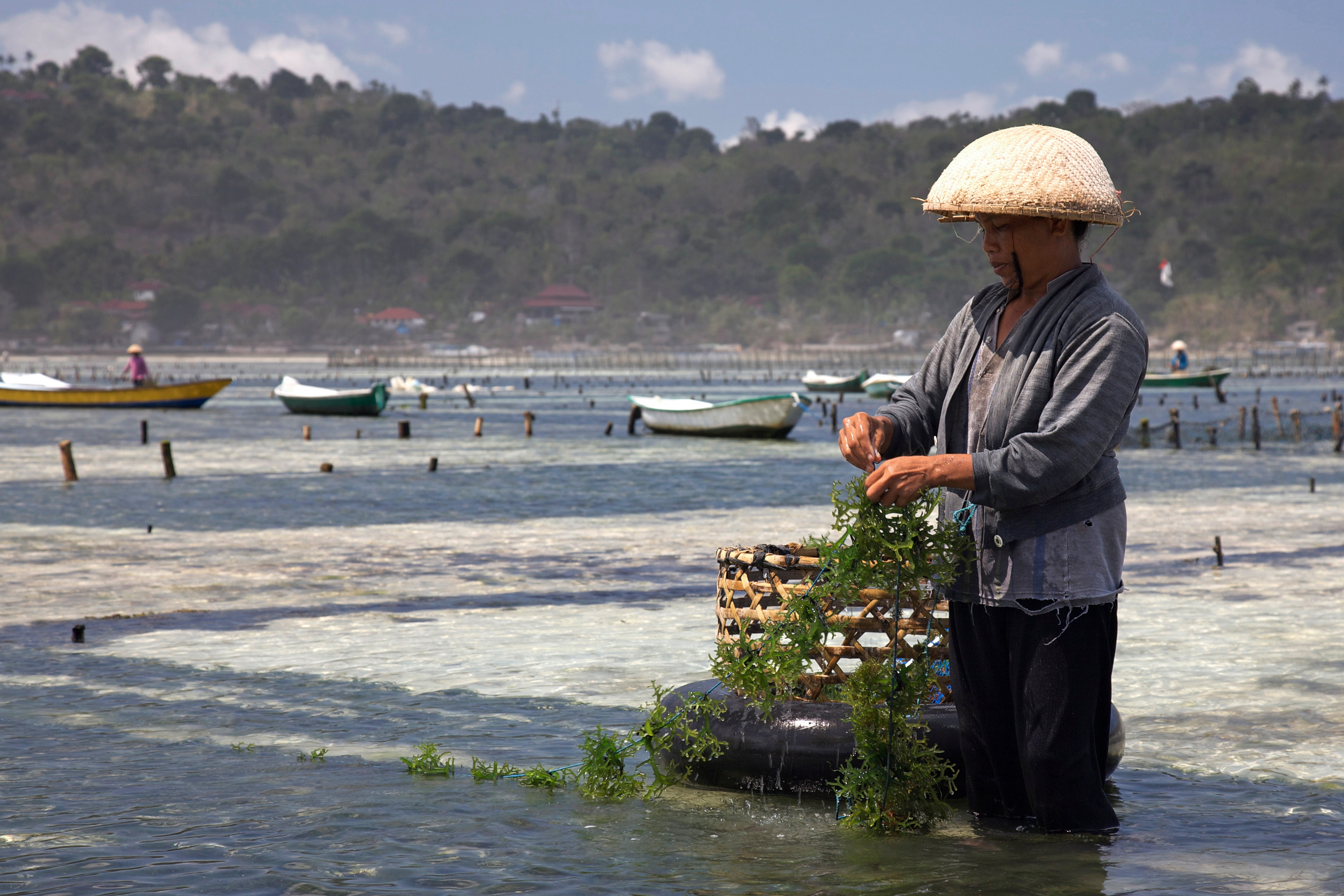
Một nông dân ở Nusa Lembongan, Indonesia, thu hoạch rong biển thực phẩm mọc trên các sợi dây dài.

Có những phương pháp canh tác mới, sử dụng dây treo dài, có thể được triển khai ở vùng nước sâu hơn, độ sâu xấp xỉ 7 mét. Người ta dùng các dây canh tác dài nổi gần bề mặt và được neo với đáy ở các vùng trồng rong biển tại Indonesia. Các loài rong biển được nuôi bằng dây canh tác dài bao gồm các loài thuộc các chi Saccharina, Undaria, Eucheuma, Kappaphycus và Gracilaria.
Trồng rong biển ở châu Á là một ngành có công nghệ tương đối thấp và sử dụng nhiều nhân lực lao động. Đã có những nỗ lực áp dụng công nghệ cao để nuôi trồng cây tách rời sinh trưởng trong các bồn chứa trên đất liền nhằm giảm công lao động, nhưng chúng vẫn chưa đạt được khả năng thương mại. Dù vậy, công nghệ nuôi rong biển vẫn có những cải tiến liên tục, như sử dụng các thiết bị vạt nhựa chống cá ăn rong, thiết bị cản sóng gió cho vùng trồng rong, máy hút chân không để hút rong biển khi thu hoạch. Rong biển cho thu hoạch quanh năm; với một số kỹ thuật trồng, có thể chỉ vệ sinh vùng nuôi 1 lần cho mỗi chu kỳ khoảng 18 tháng.
Rong biển có thể nuôi kết hợp với nhiều loại hải sản khác. Đã có mô hình kết hợp rong sụn với ốc hương, hải sâm, vẹm xanh, hoặc rong câu với tôm sú. Người nuôi trồng có thể hưởng lợi từ thu hoạch thêm các loài cá ăn cỏ và động vật thân mềm có vỏ trong khu vực. Các hải sản được nuôi cùng rong biển có tốc độ tăng trưởng gấp 1,5 đến 3 lần so với nuôi riêng rẽ.
Việc nuôi trồng rong biển trong đại dương đã được nghiên cứu để tái tạo các quần thể cá đã chết và góp phần cô lập carbon. Đáng chú ý, Tim Flannery đã nêu ra cách nuôi rong biển trong đại dương mở, được tạo điều kiện bởi lớp nền nhân tạo và chất nền, cho phép cô lập carbon nếu rong biển chết bị cuốn đi và chìm ở độ sâu từ một km trở xuống. Tương tự, Tổ chức Khí hậu Phi chính phủ và một số chuyên gia đã cho rằng việc nuôi các hệ sinh thái rong biển ngoài khơi theo các nguyên tắc của nuôi trồng lâu dài có thể tạo ra các Hệ sinh thái biển Vĩnh cửu. Ý tưởng chính là sử dụng các nền tảng nổi và chìm nhân tạo làm chất nền để tái tạo các hệ sinh thái rong biển tự nhiên, cung cấp môi trường sống và làm nên đáy tháp dinh dưỡng cho các sinh vật biển khác. Tuân theo các nguyên tắc nuôi trồng lâu dài, rong biển và cá có thể được thu hoạch bền vững cùng lúc với việc cô lập carbon. Tính đến năm 2020, một số thử nghiệm thành công đã diễn ra ở Hawaii, Philippines, Puerto Rico và Tasmania. Ý tưởng này đã nhận được sự chú ý đáng kể của công chúng, được đề cập trong bộ phim tài liệu của Damon Gameau mang tên Năm 2040 và trong cuốn sách Drawdown: Kế hoạch Đầy đủ nhất để Đảo ngược sự Nóng lên Toàn cầu do Paul Hawken biên tập.

## Tác động môi sinh
Nuôi trồng rong biển có thể gây ra một số vấn đề môi trường nếu không được quản lý tốt. Đôi khi những người nông dân trồng rong biển chặt phá rừng ngập mặn để sử dụng làm cọc cho dây thừng của họ. Tuy nhiên, điều này ảnh hưởng tiêu cực đến hoạt động canh tác vì nó làm giảm chất lượng nước và làm giảm đa dạng sinh học rừng ngập mặn. Người nuôi trồng cũng có thể loại bỏ cỏ lươn khỏi khu vực nuôi của họ. Tuy nhiên, điều này cũng không được khuyến khích vì nó ảnh hưởng xấu đến chất lượng nước. Bản thân một số loài cỏ lươn, như Zostera marina, có giá trị dinh dưỡng và có tiềm năng là một nguồn lương thực thay thế.
Ở Vương quốc Anh, Maine và British Columbia, chỉ được phép trồng các loại rong biển bản địa, do lo ngại việc du nhập các giống ngoại lai có thể phá vỡ hệ sinh thái địa phương.

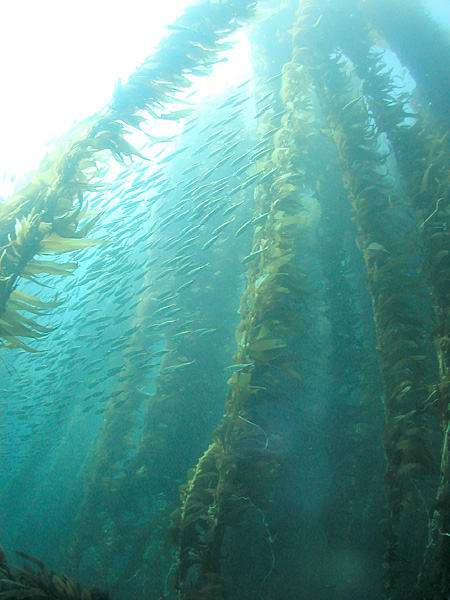
Đàn cá mòi bơi giữa rừng tảo bẹ khổng lồ mọc tự nhiên ở biển California, Mỹ.

Nuôi trồng rong biển giúp bảo tồn các rạn san hô nhờ vào việc làm tăng tính đa dạng sinh học, đồng thời nó cũng cung cấp thêm môi sinh cho các loài cá và động vật thân mềm sống tại địa phương. 
Nuôi cấy rong biển cũng giúp bẫy lọc, hấp thụ và chuyển hoá các chất dinh dưỡng thừa trong môi trường biển vào mô sống. "Sinh chiết dinh dưỡng" hay "thu hoạch sinh học" là thuật ngữ để chỉ việc xử lý ô nhiễm môi trường bằng sinh vật, liên quan đến nuôi trồng và thu hoạch các loài thân mềm có vỏ và rong biển để loại bỏ nitơ và các chất dinh dưỡng khác từ các thủy vực tự nhiên.
Đã có các đề xuất về việc trồng rong biển quy mô lớn trong đại dương mở để cô lập carbon và giảm thiểu biến đổi khí hậu. Một số nghiên cứu học thuật đã chứng minh rằng các khu rừng rong biển gần bờ tạo thành một nguồn carbon xanh, vì các mảnh vụn rong biển được mang theo các dòng sóng vào giữa đại dương sâu, do đó cô lập carbon. Hơn nữa, không có gì trên Trái Đất hấp thụ carbon nhanh hơn Macrocystis pyrifera (tảo bẹ khổng lồ), một loài có thể phát triển chiều dài lên đến 60 m, với tốc độ 50 cm mỗi ngày trong điều kiện lý tưởng. Tính theo khối lượng carbon hữu cơ thu được mỗi năm cho mỗi mét vuông hứng nắng, rong biển và các loài tảo đa bào lớn có thể sản sinh 2-14 kg, trong khi cây, cỏ trên mặt đất và tảo đơn bào chỉ tạo được khoảng 1kg. Do đó, có ý kiến cho rằng việc trồng rong biển ở quy mô lớn có thể có tác động đáng kể đến biến đổi khí hậu. Theo một nghiên cứu, việc bao phủ 9% đại dương trên thế giới bằng rừng tảo bẹ “có thể sản xuất đủ methan sinh học để thay thế tất cả các nhu cầu ngày nay về nhiên liệu hóa thạch, đồng thời loại bỏ 53 tỷ tấn CO2 mỗi năm khỏi khí quyển, khôi phục mức độ tiền công nghiệp”.
Nuôi trồng rong biển có thể là bước khởi đầu để thích ứng với các tác động môi trường không thể tránh khỏi do biến đổi khí hậu trong tương lai gần. Các trang trại rong biển giúp bảo vệ bờ biển thiết yếu thông qua việc tiêu tán năng lượng sóng, đặc biệt quan trọng đối với các bờ biển ngập mặn. Việc hấp thụ CO2 sẽ làm giảm độ pH cục bộ, điều này rất có lợi cho các động vật có vỏ vôi hoá, như các loài giáp xác, và ngăn chặn quá trình tẩy trắng san hô. Nuôi trồng rong biển và tái tạo đại dương sẽ cung cấp một lượng oxy lớn cho các vùng nước ven biển, do đó chống lại tác động của quá trình khử oxy đại dương do nhiệt độ tăng lên. Rong biển được sử dụng với lượng nhỏ trong khẩu phần ăn gia súc cũng giúp cắt giảm đến 82% lượng khí nhà kính chăn nuôi.

## Tác động kinh tế xã hội

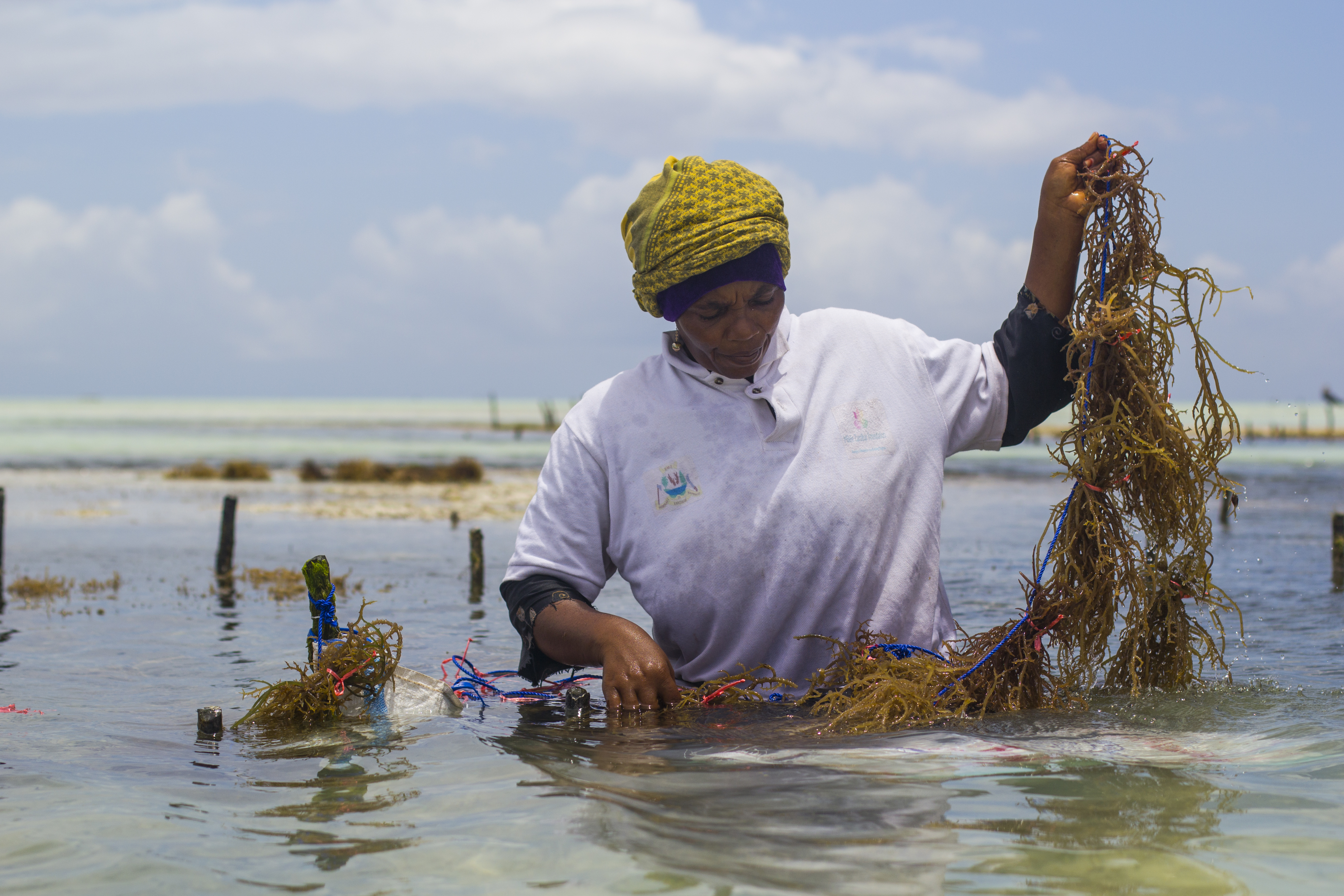
Một phụ nữ Zanzibar, Tanzania, đang canh tác rong biển. Do biến đổi khí hậu, nghề nuôi rong biển đang bị thu hẹp tại đây.

Giá trị thương mại của rong biển trên thế giới năm 2015 ước tính khoảng 6,5 tỷ đô la Mỹ, và được dự báo là tăng liên tục cỡ 10,8%/năm từ năm 2021 đến năm 2028 để đạt 37,8 tỷ đô la Mỹ vào năm 2028. Riêng tại Nhật Bản, cây nori có giá trị sản xuất lên tới 2 tỷ đô la Mỹ mỗi năm và là một trong những cây trồng ở biển có giá trị nhất thế giới. 
Nhu cầu cao về sản xuất rong biển mang lại nhiều cơ hội và công việc cho cộng đồng địa phương. Một nghiên cứu do Philippines thực hiện đã chỉ ra rằng những mảnh đất rộng khoảng một ha có thể tạo thu nhập ròng từ việc canh tác Eucheuma cao gấp 5 đến 6 lần mức lương trung bình tối thiểu của một nông dân. Trong cùng một nghiên cứu, họ cũng đã chứng kiến sự gia tăng xuất khẩu rong biển từ 675 tấn năm 1967 lên 13191 tấn năm 1980, rồi tăng gấp đôi lên 28000 tấn vào năm 1988. Ở Ninh Thuận, Việt Nam, cây rong sụn đã giúp xoá đói giảm nghèo cho làng biển Sơn Hải. Tổng sản lượng rong biển Việt Nam đạt 101 nghìn tấn rong tươi năm 2016.
Nghề trồng rong biển đã có những tác động kinh tế xã hội rộng rãi ở Tanzania, và trở thành một nguồn tài nguyên rất quan trọng đối với phụ nữ nước này, đóng góp ngoại tệ lớn thứ ba cho đất nước. Ở đây, 90% nông dân là phụ nữ, và phần lớn sản phẩm được sử dụng cho ngành mỹ phẩm và chăm sóc da.

## Sử dụng
Rong biển nuôi được sử dụng trong một số sản phẩm công nghiệp khác nhau, được dùng trực tiếp như thực phẩm, hoặc là một thành phần trong phân bón hoặc thức ăn chăn nuôi và làm nguyên liệu cho nhiên liệu sinh học.

### Hoá phẩm
Một số loại rong biển được sử dụng để sản xuất các hóa chất phái sinh cho các ngành công nghiệp, dược phẩm hoặc thực phẩm khác nhau. Hai sản phẩm dẫn xuất chính là carrageenan và agar. Ngoài ra, có một loạt chất được chiết tách từ rong biển có thể được sử dụng cho dược phẩm, công nghiệp thực phẩm và công nghiệp mỹ phẩm.

#### Carrageenan

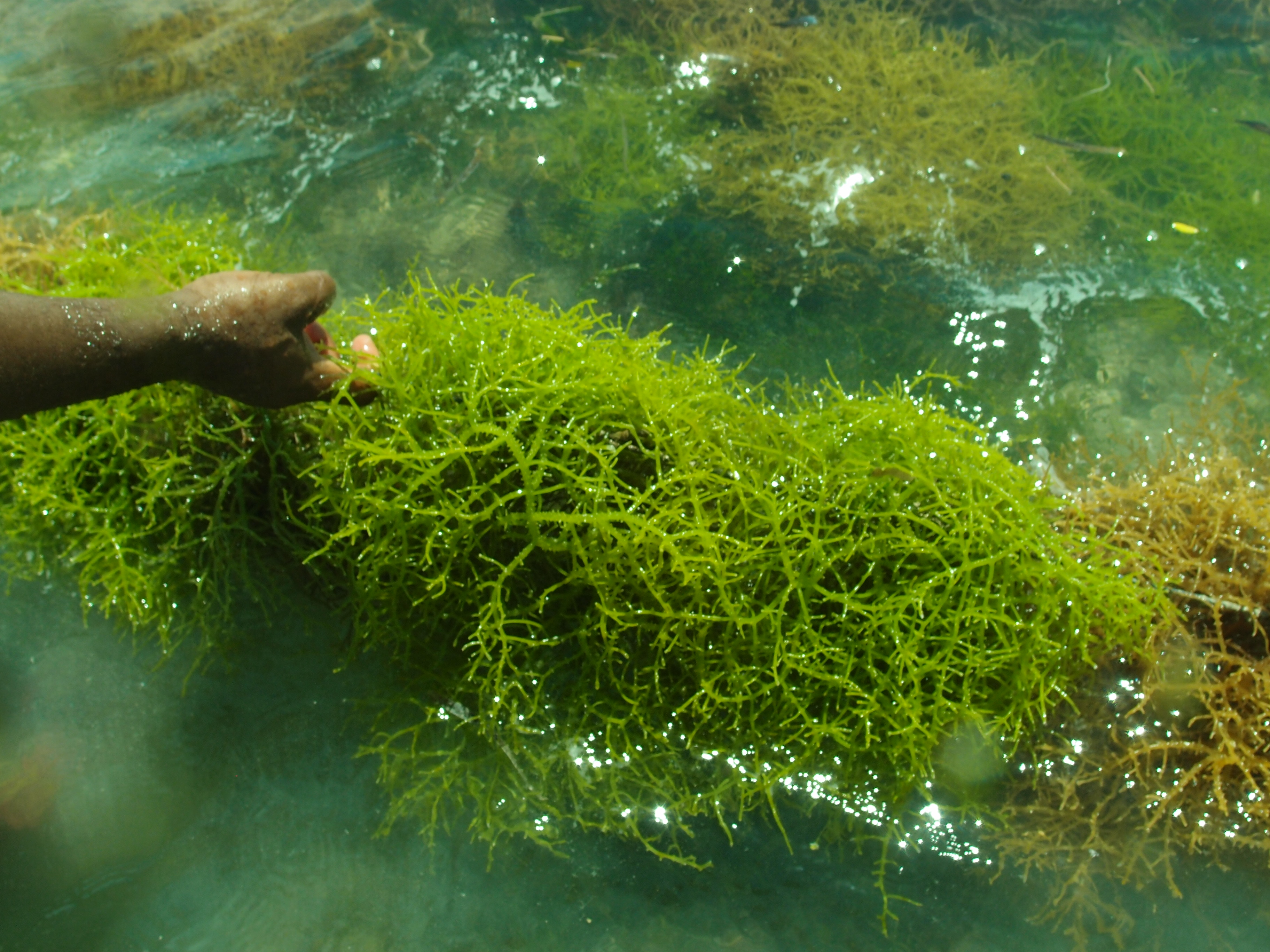
Rong sụn gai được nuôi để sản xuất iota-carrageenan, ở Zanzibar, Tanzania.

Carrageenan là nhóm các polysaccharid mạch thẳng sulfat hóa, được chiết từ các loài rong sụn, rong đỏ. Carrageenan được ứng dụng rộng rãi trong công nghiệp thực phẩm với các tính chất như tạo gel, làm dày, ổn định. Ứng dụng quan trọng của phụ gia này là trong các sản phẩm thịt và sữa, do khả năng liên kết tốt với các protein thực phẩm.
Trong thương mại có ba dạng carrageenan, khác nhau bởi mức độ sulfat hóa:
- Kappa-carrageenan chỉ có một nhóm sulfat trên mỗi disaccharid, tạo nên sợi gel cứng do chứa ion kali. Dạng này phản ứng với các protein sữa và chủ yếu được sản xuất từ Kappaphycus alvarezii (rong sụn).[52]
- Iota-carrageenan có hai nhóm sulfat trên mỗi disaccharid, tạo nên sợi gel mềm do các ion calci. Dạng này chủ yếu được tạo ra từ Eucheuma denticulatum (rong sụn gai).[52]
- Lambda-carrageenan có ba nhóm sulfat trên mỗi disaccharid, không tạo gel, chủ yếu làm chất làm dày trong sữa. Dạng này chủ yếu được sản xuất từ Gigartina.

Khi sử dụng trong thực phẩm, carrageenan là phụ gia mang số hiệu E407 (hoặc E407a đối với "rong sụn gai qua chế biến").

#### Agar

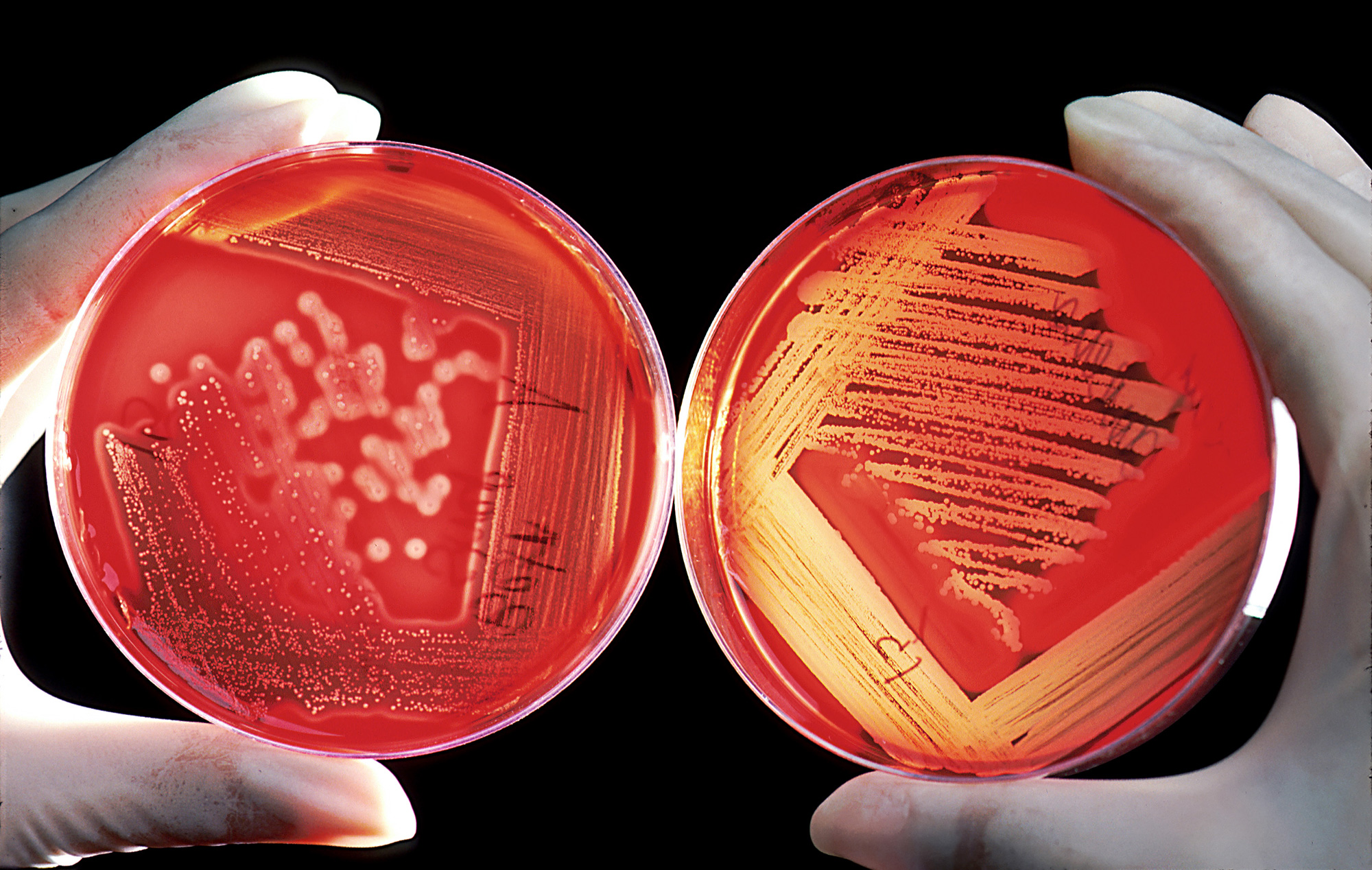
Các đĩa agar được tẩm máu cừu để nuôi vi khuẩn.

Agar là một chất giống như thạch, được thu hoạch chủ yếu từ các loại rong câu (ogonori, Gracilaria) và "tengusa" (Gelidiaceae). Chất này là một hỗn hợp của hai thành phần: agarose polysaccharide mạch thẳng, và một hỗn hợp không đồng nhất của các phân tử nhỏ hơn gọi là agaropectin. Nó tạo thành cấu trúc hỗ trợ trong thành tế bào của một số loài tảo biển và rong biển, và được giải phóng khi đun sôi. Những tảo và rong chứa agar được gọi là agarophyte, và thuộc về ngành Rhodophyta (tảo đỏ).
Agar đã được sử dụng như một thành phần trong các món tráng miệng ở khắp châu Á, và cũng là chất nền vững chắc để chứa môi trường nuôi cấy cho các thí nghiệm vi sinh. Ngoài việc được dùng trong các món tráng miệng và kem lạnh, agar có thể được sử dụng như một loại thuốc nhuận tràng, một chất ức chế sự thèm ăn, một chất thay thế gelatin cho người ăn chay, một chất làm đặc cho xúp, chất bảo quản trái cây, chất làm trong cho sản xuất bia, chất gia keo trong sản xuất giấy và vải, làm vật liệu nha khoa, và nhiều ứng dụng khác.

### Thực phẩm

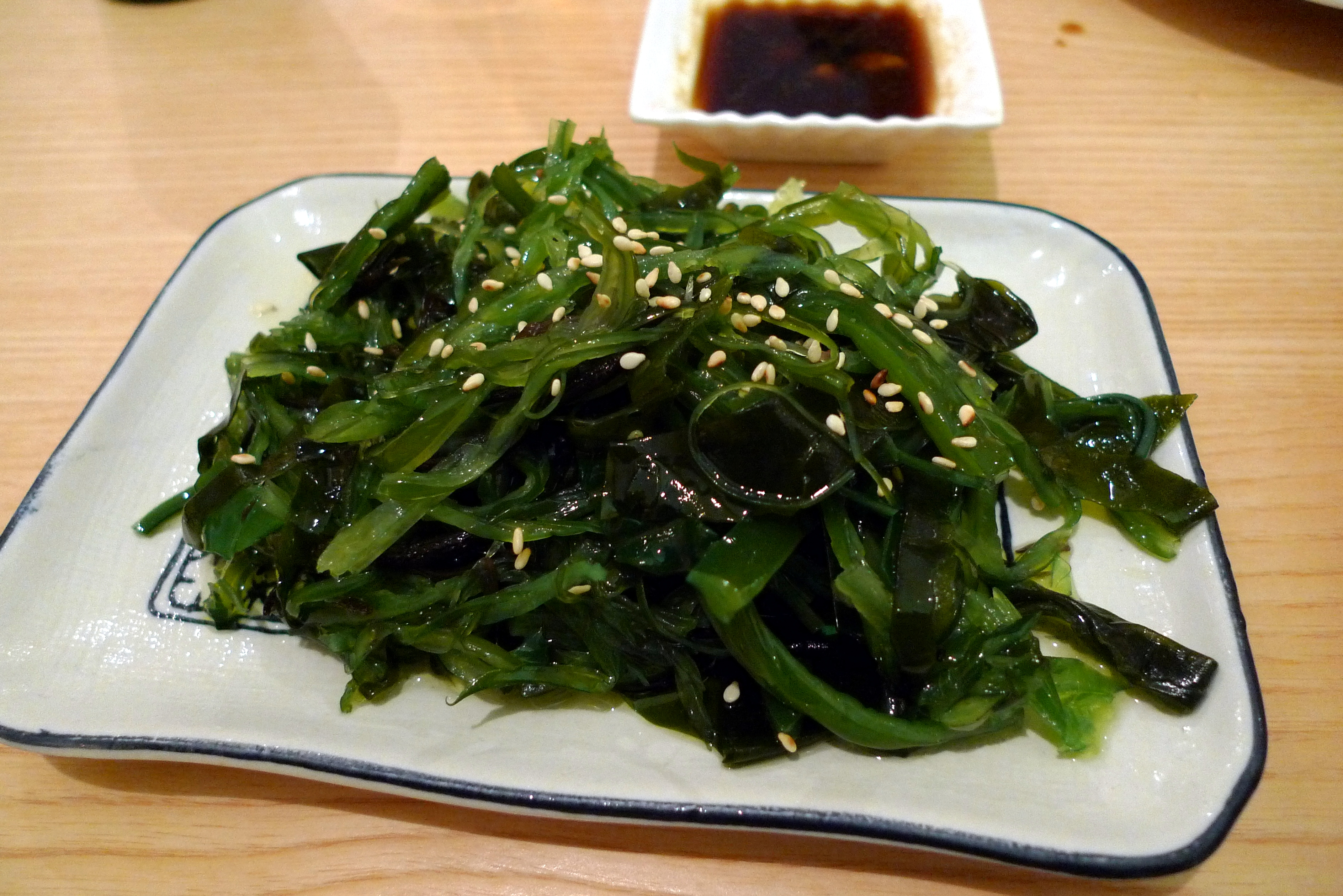
Một đĩa rong biển muối cay.

Rong biển thực phẩm là các loại rong biển có thể ăn sống hoặc chế biến trong ẩm thực. Chúng thường có nhiều chất xơ, và thuộc vào một trong ba nhóm tảo đa bào là tảo đỏ, tảo xanh, và tảo nâu.
Đa số rong biển thực phẩm được trồng ở vùng nước mặn, vì các loại tảo nước ngọt thường độc. Một số tảo nước mặn có chứa acid gây ngứa thực quản, trong khi vài loại rong biển khác có tác dụng nhuận tràng và cân bằng điện giải. Các loài tảo lớn ở nước mặn đa phần là không gây ngộ độc khi không ăn nhiều quá, tuy nhiên một số loài thuộc chi Lyngbya có thể gây chết người. Các vụ ngộ độc cũng thường xảy ra khi tiêu thụ một số loại cá ăn Lyngbya, như ngộ độc cá Ciguatera. Chế biến Lyngbya majuscula bằng tay trần có thể gây ra bệnh chàm rong biển. Một số loài rong biển Desmarestia có rất nhiều acid, với các không bào chứa acid sulfuric có thể gây ra các bệnh đường ruột nghiêm trọng.
Rong biển cung cấp lượng khoáng chất gấp 10 lần so với rau trồng trên mặt đất, đặc biệt là sắt (với tảo đỏ và tảo nâu) hay calci. Ngoài ra, thực phẩm này cũng chứa nhiều loại vitamin (A, B, C, E, nhưng không có D), các nguyên tố vi lượng (ví dụ như iod), và giàu chất xơ. Rong biển tươi có khoảng 70-90% là nước. Rong biển khô có 45–75% chất xơ và cacbohydrat, 7–35% protein, bao gồm tất cả các loại amino acid cần thiết cho cơ thể người, và thường ít hơn 5% chất béo.

### Phân bón và thức ăn chăn nuôi
| Khoáng chất | Nồng độ (µg trên g rong biển) | Nồng độ (µg trên g rong biển) | Nồng độ (µg trên g rong biển) |
| Khoáng chất | Tảo đỏ                        | Tảo xanh                      | Tảo nâu                       |
| ----------- | ----------------------------- | ----------------------------- | ----------------------------- |
| Đồng        | 4,89                          | 0,38                          | 8,64                          |
| Mangan      | 57,50                         | 62,00                         | 8,75                          |
| Thiếc       | 15,80                         | 1,01                          | 19,92                         |
| Sắt         | 915,00                        | 0,37                          | 858,50                        |
| Kali        | 5,17                          | 113,00                        | 29,65                         |
| Magnesi     | 25,80                         | 18,30                         | 9,60                          |
| Cobalt      | 0,08                          | 0,06                          | 3,47                          |
| Chromi      | 0,82                          | -                             | 16,60                         |
| Chì         | 0,15                          | -                             | 0,40                          |
| Nickel      | 1,84                          | 10,40                         | 25,20                         |
| Cadmi       | 0,07                          | 2,00                          | 5,90                          |
| Natri       | 4,15                          | 185,00                        | 39,11                         |
| Calci       | 351,50                        | 195,26                        | 2053,40                       |

Phân bón rong biển là phân hữu cơ làm từ rong biển, được sử dụng trong nông nghiệp để tăng độ phì nhiêu của đất và sự phát triển của cây trồng. Việc sử dụng phân bón rong biển có từ xa xưa và mang lại nhiều lợi ích cho đất. Phân bón rong biển có thể ở dạng lỏng được chiết xuất từ rong biển, hoặc ở dạng chất hữu cơ đã được sấy khô và nghiền thành bột. Nhờ các hoạt tính khác nhau, rong biển có khả năng cải tạo đất mạnh mẽ, xử lý môi trường, kiểm soát thiên địch và bệnh tật, tăng khả năng chống chịu với các stress phi sinh, cải thiện kết cấu đất và khả năng giữ nước.. Mỗi ngành rong biển mang lại các lợi ích khác nhau cho sức khỏe của đất và cây trồng.
Nuôi trồng và phát triển phân bón từ rong biển có vai trò quan trọng trong chu trình sinh địa hóa dinh dưỡng thông qua lưu trữ carbon và hấp thụ nitơ và phosphor. Bón phân rong biển vào đất cũng có thể làm thay đổi cấu trúc và chức năng của các quần xã vi sinh vật. Sự phát triển của nông nghiệp hữu cơ đang thu hút các ứng dụng của phân bón và các chất phụ gia đất từ rong biển. Ngành phân bón rong biển, dù vẫn còn sơ khai, có tiềm năng giúp phát triển kinh tế bền vững và giảm lượng dinh dưỡng chảy tràn trong các hệ thống ven biển. Tuy nhiên, sử dụng và sản xuất phân bón rong biển vẫn có các trở ngại như: làm tăng sự lây lan của các loài xâm lấn, nguy cơ tích tụ kim loại nặng.
Tổng độ lớn thị trường phân bón rong biển toàn cầu được dự báo là đạt 17,1 triệu đô la Mỹ vào năm 2025 và tăng trưởng theo nhu cầu của ngành nông nghiệp hữu cơ.
Ngoài ra, rong biển cũng có thể được sử dụng như là một thành phần trong thức ăn nuôi gia súc và nuôi cá, cung cấp vitamin, khoáng chất, amino acid, chất chống oxy hóa và các acid béo thiết yếu. Rong biển được dùng cho chăn nuôi gia súc chủ yếu là các loại tảo nâu thuộc chi tảo thạch. Thường chỉ phần ngọn của rong được cắt khi thu hoạch rồi được hong khô và cắt vụn, để lại phần thân dưới biển có khả năng tiếp tục tái tạo bền vững. Chỉ cần trộn khoảng 80-100 gam rong biển vào khẩu phần hàng ngày của gia súc cũng có thể làm giảm phát thải khí nhà kính từ hệ tiêu hoá của gia súc tới 80-82%. Năm 2021, công ty khởi nghiệp Volta Greentech ở Thuỵ Điển đã bắt đầu tiến hành xây dựng nhà máy sản xuất rong biển lớn nhất thế giới để làm thức ăn chăn nuôi. Nhà máy này áp dụng công nghệ nuôi rong biển tự động, trong môi trường khép kín, sử dụng năng lượng thải của hoạt động công nghiệp ở vùng lân cận, cho thu hoạch quanh năm, với tốc độ lớn của cây rong biển khoảng 10% mỗi ngày. Việc lựa chọn giống và kỹ thuật trồng cần đảm bảo tránh kim loại nặng và các chất độc tích luỹ trong rong biển, để tránh ảnh hưởng xấu đến sức khoẻ vật nuôi và sức khoẻ cộng đồng khi tiêu thụ thực phẩm từ vật nuôi này.

### Nhiên liệu
Nhiên liệu thay thế cho nhiên liệu hóa thạch lỏng có thể thu được từ rong biển, tảo biển hoặc các loại tảo khác, và thường được gọi là nhiên liệu tảo. Nhiên liệu tảo cũng có thể thay thế các nhiên liệu sinh học khác làm từ ngô và mía. Nhiên liệu tảo vẫn chưa phổ biến do chi phí cao, và một số tổ chức khác nhau đang nỗ lực cải tiến sản xuất để nhiên liệu tảo khả thi về mặt thương mại. 

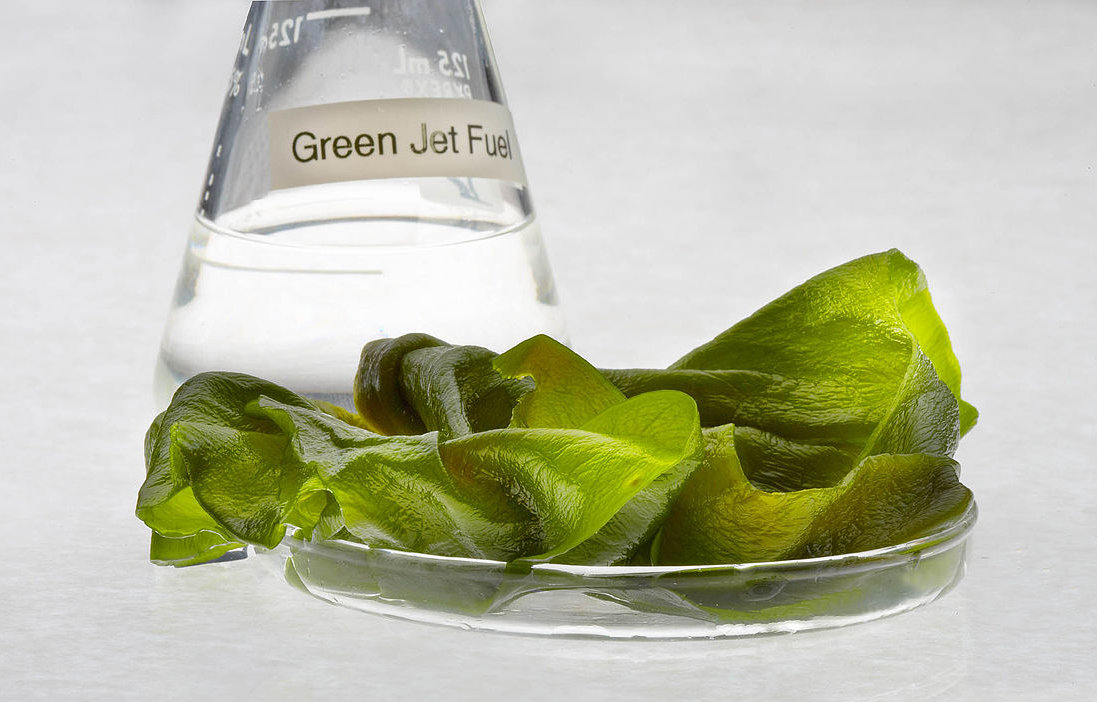
Bình chứa nhiên liệu phản lực làm từ rong biển.

Giống như nhiên liệu hóa thạch, nhiên liệu tảo cũng thải ra CO2 khi bị đốt cháy. Điểm khác biệt là nhiên liệu tảo và các loại nhiên liệu sinh học khác chỉ thải CO2 đã bị lấy đi không lâu trước đó từ khí quyển thông qua chu trình quang hợp của tảo hoặc thực vật. Khủng hoảng năng lượng và khủng hoảng thực phẩm trên thế giới đã kích thích sự quan tâm đối với ngành nuôi trồng tảo nói chung, và nuôi trồng rong biển nói riêng, để tạo ra nhiên liệu sinh học trên những diện tích đất hoặc biển không phù hợp cho nông nghiệp truyền thống. Nuôi trồng tảo có thể bằng nước mặn và nước thải, tác động tối thiểu lên nguồn nước ngọt. Nhiên liệu tảo có điểm bắt lửa cao, và có thể phân hủy sinh học, khá vô hại với môi trường nếu bị tràn. 
Tuy mỗi đơn vị thể tích trồng tảo có thể tốn kém hơn các cây trồng nhiên liệu sinh học thế hệ thứ hai, nhưng lại cho ra nhiều nhiên liệu hơn từ 10 đến 100 lần mỗi đơn vị diện tích. Bộ Năng lượng Hoa Kỳ ước tính rằng nếu nhiên liệu tảo thay thế tất cả nhiên liệu xăng dầu trên nước Mỹ thì sẽ cần 15.000 dặm vuông Anh (39.000 km2), tức là chỉ 0,42% diện tích nước Mỹ, hoặc khoảng một nửa vùng đất Maine. Con số này ít hơn 1⁄7 diện tích trồng ngô tại Mỹ vào năm 2000.
Năm 2013, Chủ tịch kiêm giám đốc Exxon Mobil, ông Rex Tillerson cho rằng cần hơn 25 năm nữa thì nhiên liệu tảo mới cạnh tranh thương mại được. Đến năm 2017, Synthetic Genomics và ExxonMobil đã báo cáo đột phá trong nghiên cứu nhiên liệu tảo. Họ đã tăng được lượng chất béo (từ 20% lên 40%-55%) trong một loài Nannochloropsis gaditana đã được biến đổi gien. Cùng năm này, chỉ rất ít công ty khởi nghiệp về nhiên liệu tảo còn trụ lại.
Ngoài nhiên liệu lỏng, khí sinh học cũng có thể được sản xuất từ rong biển, chủ yếu bằng phương pháp tiêu hóa kỵ khí bởi vi sinh vật. Sản lượng có thể đạt 10-32 mét khối methan cho mỗi tấn rong biển tươi. Khí sinh học trên toàn thế giới đã cung cấp gần 90 nghìn GWh điện năng năm 2016, sử dụng trực tiếp và gián tiếp 344 nghìn nhân công năm 2019, và được sản xuất chủ yếu thông qua tiêu hoá kỵ khí phân gia súc và gia cầm, nước thải và rác thải, thức ăn thừa, phế phẩm nông nghiệp, và cây và rong tảo trồng cho mục đích khai thác năng lượng. Do methan là một khí nhà kính mạnh, hoạt động sản xuất, vận chuyển và tiêu thụ khí sinh học cần tránh tuyệt đối việc rò rỉ ra khí quyển.

## Lịch sử
Việc con người sử dụng rong biển thu hoạch từ thiên nhiên hoang dã đã xuất hiện từ thời kỳ đồ đá mới.
Các cuốn sách từ thế kỷ 15, chẳng hạn như Khảo sát Sửa đổi và Bổ sung về Địa lý Hàn Quốc và Địa lý tỉnh Gyeongsang,  đã đề cập tới việc trồng rong biển để làm lá gim ở Hàn Quốc.

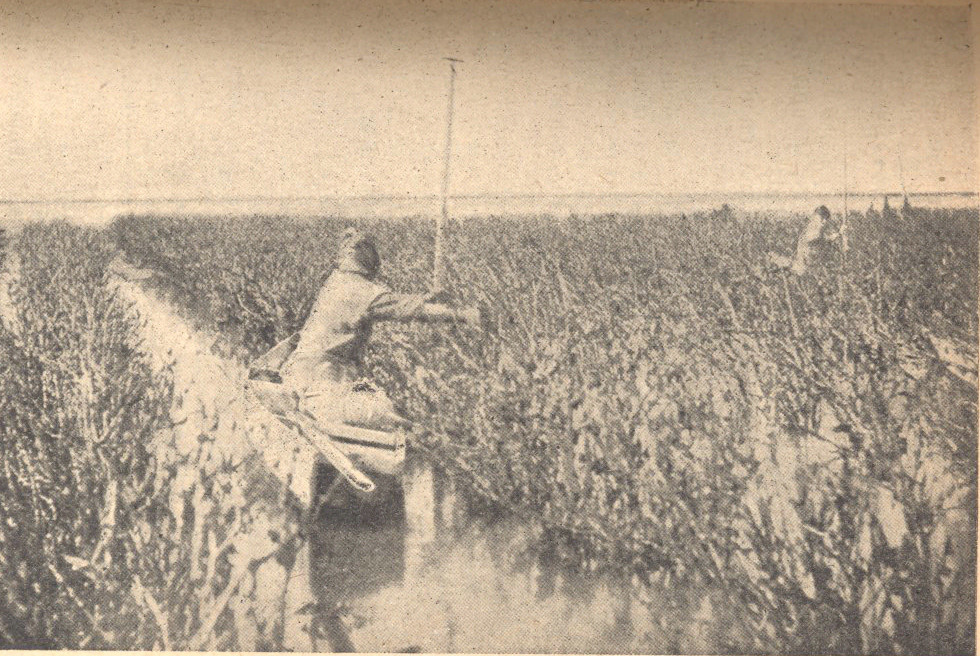
Những bó chổi ở cửa sông Tama dùng để trồng tảo Porphyra ở Nhật Bản, khoảng năm 1921

Nghề trồng rong biển bắt đầu ở Nhật Bản từ năm 1670 ở vịnh Tokyo. Vào mùa thu hàng năm, nông dân ném các cành tre xuống vùng nước nông, bùn, nơi các bào tử của rong biển sẽ bám vào. Vài tuần sau, những nhánh này sẽ trôi về đến một cửa sông. Các chất dinh dưỡng từ sông sẽ giúp rong biển phát triển. Đến những năm 1940, người Nhật đã cải tiến phương pháp này bằng cách đặt những tấm lưới bằng vật liệu tổng hợp buộc vào cọc tre, giúp tăng gấp đôi sản lượng. Một biến thể rẻ hơn của phương pháp này được gọi là phương pháp hibi. Những sợi dây đơn giản được căng giữa các cọc tre. Vào đầu những năm 1970, nhu cầu về rong biển và các sản phẩm từ rong biển đã tăng vượt xa nguồn cung, và trồng trọt được coi là phương pháp tốt nhất để tăng sản lượng.
Ở vùng nhiệt đới, việc trồng thương mại Caulerpa lentillifera (rong nho) đã được tiên phong vào những năm 1950 ở Cebu, Philippines, sau khi chúng tình cờ được trồng thử trong các ao cá ở đảo Mactan. Phương pháp trồng rong nho tiếp tục được phát triển bởi Gavino Trono, người được công nhận là Nhà khoa học quốc gia của Philippines. Nghiên cứu địa phương và nuôi cấy thử nghiệm đã dẫn đến sự phát triển của các phương pháp nuôi thương mại đầu tiên đối với các loại tảo nước ấm khác (vì tảo đỏ và nâu nước lạnh được ưa chuộng ở Đông Á không phát triển ở vùng nhiệt đới), bao gồm cả việc nuôi trồng thương mại thành công đầu tiên các loại tảo biển dùng để sản xuất carrageenan. Chúng bao gồm các loài Eucheuma, Kappaphycus alvarezii, các loài Gracilaria và Halymenia durvillei. Năm 1997, ước tính có khoảng 40 nghìn người ở Philippines kiếm sống bằng nghề trồng rong biển. Philippines là nhà sản xuất carrageenan lớn nhất thế giới trong vài thập kỷ, cho đến khi bị Indonesia vượt qua vào năm 2008.
Việc nuôi trồng rong biển từ lâu đã lan rộng ra ngoài Nhật Bản và Philippines, phổ biến ở các nước Đông Nam Á, Canada, Anh, Tây Ban Nha và Hoa Kỳ. Trồng rong biển bắt đầu ở Việt Nam từ những năm 1990, và đạt trên 10 nghìn ha diện tích trồng vào năm 2015.
Trong những năm 2000, nuôi trồng rong biển ngày càng được chú ý do tiềm năng của nó trong việc giảm thiểu biến đổi khí hậu và các vấn đề môi trường khác, chẳng hạn như dòng chảy mặt. Nuôi trồng rong biển có thể được kết hợp với nuôi trồng thủy sản khác, chẳng hạn như động vật có vỏ, để cải thiện các vùng nước, chẳng hạn như theo các phương pháp do tổ chức phi lợi nhuận GreenWave của Mỹ phát triển. Báo cáo Đặc biệt về Đại dương và Tầng đông lạnh trong Khí hậu Thay đổi của IPCC khuyến nghị "chú ý nghiên cứu thêm" việc nuôi trồng rong biển như một chiến thuật giảm thiểu tác hại của biến đổi khí hậu.
Năm 2022, một dự án trồng rong biển trên đại dương mở, SeaForestration của Climate Foundation, đã dành giải thưởng 1 triệu đô la từ cuộc thi cô lập carbon do XPRIZE phối hợp với Musk Foundation tổ chức, đồng tài trợ bởi Elon Musk.